# Campeonato Europeu de Voleibol Masculino de 2013
O Campeonato Europeu de Voleibol Masculino de 2013 foi a 28ª edição deste torneio bianual que reúne as principais seleções europeias de voleibol masculino. A Confederação Europeia de Voleibol (CEV) foi responsável pela organização do campeonato. Ocorreu na Polônia e na Dinamarca entre 20 e 29 de setembro de 2013.

## Países participantes
| Equipe        | Qualificação                 | Última participação |
| ------------- | ---------------------------- | ------------------- |
| Polônia       | País-sede                    | 2011                |
| Dinamarca     | País-sede                    | 1971                |
| Sérvia        | 1º lugar 2011                | 2011                |
| Itália        | 2º lugar 2011                | 2011                |
| Rússia        | 4º lugar 2011                | 2011                |
| Eslováquia    | 5º lugar 2011                | 2011                |
| Bulgária (*)  | 6º lugar 2011                | 2011                |
| Bielorrússia  | 1º do grupo A - segunda fase | Estreante           |
| Países Baixos | 1º do grupo B - segunda fase | 2009                |
| Chéquia       | 1º do grupo C - segunda fase | 2011                |
| Finlândia     | 1º do grupo D - segunda fase | 2011                |
| Alemanha      | 1º do grupo E - segunda fase | 2011                |
| França        | 1º do grupo F - segunda fase | 2011                |
| Bélgica       | Terceira fase                | 2011                |
| Eslovênia     | Terceira fase                | 2011                |
| Turquia       | Terceira fase                | 2011                |

(*) Herdou a vaga da Polônia, terceira colocada na edição de 2011.

## Primeira fase
- Horários UTC+2.

### Grupo A -Odense
Classificação
|     |              |     | Jogos | Jogos | Jogos | Sets | Sets | Sets  | Pontos | Pontos | Pontos |
| Pos | Equipe       | Pts | T     | V     | D     | V    | P    | R     | V      | P      | R      |
| --- | ------------ | --- | ----- | ----- | ----- | ---- | ---- | ----- | ------ | ------ | ------ |
| 1   | Bélgica      | 8   | 3     | 3     | 0     | 9    | 3    | 3.000 |        |        |        |
| 2   | Itália       | 7   | 3     | 2     | 1     | 8    | 4    | 2.000 |        |        |        |
| 3   | Dinamarca    | 2   | 3     | 1     | 2     | 4    | 8    | 0.500 |        |        |        |
| 4   | Bielorrússia | 1   | 3     | 0     | 3     | 3    | 9    | 0.333 |        |        |        |

Resultados
| Data   | Hora |              | Placar |              | Set 1 | Set 2 | Set 3 | Set 4 | Set 5 | Total | Relatório |
| ------ | ---- | ------------ | ------ | ------------ | ----- | ----- | ----- | ----- | ----- | ----- | --------- |
| 20 Set |      | Bélgica      | 3-0    | Bielorrússia | 25-22 | 25-20 | 25-16 |       |       | 75–0  |           |
| 20 Set |      | Dinamarca    | 0-3    | Itália       | 22-25 | 17-25 | 15-25 |       |       | 54–0  |           |
| 21 Set |      | Bielorrússia | 1-3    | Itália       | 25-17 | 13-25 | 21-25 | 17-25 |       | 76–0  |           |
| 21 Set |      | Bélgica      | 3-1    | Dinamarca    | 23-25 | 25-23 | 25-16 | 28-26 |       | 101–0 |           |
| 22 Set |      | Itália       | 2-3    | Bélgica      | 23-25 | 19-25 | 25-18 | 27-25 | 9-15  | 103–0 |           |
| 22 Set |      | Bielorrússia | 2-3    | Dinamarca    | 21-25 | 25-17 | 25-23 | 20-25 | 11-15 | 102–0 |           |

### Grupo B -Gdańsk
Classificação
|     |            |     | Jogos | Jogos | Jogos | Sets | Sets | Sets  | Pontos | Pontos | Pontos |
| Pos | Equipe     | Pts | T     | V     | D     | V    | P    | R     | V      | P      | R      |
| --- | ---------- | --- | ----- | ----- | ----- | ---- | ---- | ----- | ------ | ------ | ------ |
| 1   | França     | 9   | 3     | 3     | 0     | 9    | 2    | 4.500 |        |        |        |
| 2   | Polônia    | 6   | 3     | 2     | 1     | 7    | 5    | 1.400 |        |        |        |
| 3   | Eslováquia | 2   | 3     | 1     | 2     | 4    | 8    | 0.500 |        |        |        |
| 4   | Turquia    | 1   | 3     | 0     | 3     | 4    | 9    | 0.444 |        |        |        |

Resultados
| Data   | Hora |            | Placar |            | Set 1 | Set 2 | Set 3 | Set 4 | Set 5 | Total | Relatório |
| ------ | ---- | ---------- | ------ | ---------- | ----- | ----- | ----- | ----- | ----- | ----- | --------- |
| 20 Set |      | França     | 3-0    | Eslováquia | 25-20 | 35-33 | 28-26 |       |       | 88–0  |           |
| 20 Set |      | Polônia    | 3-1    | Turquia    | 25-22 | 25-15 | 22-25 | 25-21 |       | 97–0  |           |
| 21 Set |      | Eslováquia | 3-2    | Turquia    | 18-25 | 16-25 | 25-20 | 25-21 | 19-17 | 103–0 |           |
| 21 Set |      | França     | 3-1    | Polônia    | 25-22 | 25-23 | 20-25 | 25-20 |       | 95–0  |           |
| 22 Set |      | Turquia    | 1-3    | França     | 21-25 | 23-25 | 25-18 | 23-25 |       | 92–0  |           |
| 22 Set |      | Eslováquia | 1-3    | Polônia    | 24-26 | 25-20 | 19-25 | 22-25 |       | 90–0  |           |

### Grupo C -Herning
Classificação
|     |               |     | Jogos | Jogos | Jogos | Sets | Sets | Sets  | Pontos | Pontos | Pontos |
| Pos | Equipe        | Pts | T     | V     | D     | V    | P    | R     | V      | P      | R      |
| --- | ------------- | --- | ----- | ----- | ----- | ---- | ---- | ----- | ------ | ------ | ------ |
| 1   | Finlândia     | 6   | 3     | 2     | 1     | 6    | 5    | 1.200 |        |        |        |
| 2   | Sérvia        | 5   | 3     | 2     | 1     | 7    | 5    | 1.400 |        |        |        |
| 3   | Países Baixos | 4   | 3     | 1     | 2     | 6    | 7    | 0.857 |        |        |        |
| 4   | Eslovênia     | 3   | 4     | 2     | 2     | 5    | 7    | 0.714 |        |        |        |

Resultados
| Data   | Hora |               | Placar |               | Set 1 | Set 2 | Set 3 | Set 4 | Set 5 | Total | Relatório |
| ------ | ---- | ------------- | ------ | ------------- | ----- | ----- | ----- | ----- | ----- | ----- | --------- |
| 20 Set |      | Eslovênia     | 3-1    | Sérvia        | 20-25 | 25-23 | 25-22 | 25-19 |       | 95–0  |           |
| 20 Set |      | Finlândia     | 3-1    | Países Baixos | 23-25 | 25-22 | 27-25 | 25-20 |       | 100–0 |           |
| 21 Set |      | Sérvia        | 3-2    | Países Baixos | 19-25 | 18-25 | 25-15 | 25-17 | 15-12 | 102–0 |           |
| 21 Set |      | Eslovênia     | 1-3    | Finlândia     | 27-25 | 23-25 | 22-25 | 21-25 |       | 93–0  |           |
| 22 Set |      | Países Baixos | 3-1    | Eslovênia     | 19-25 | 25-19 | 25-22 | 25-23 |       | 94–0  |           |
| 22 Set |      | Sérvia        | 3-0    | Finlândia     | 25-20 | 25-23 | 25-15 |       |       | 75–0  |           |

### Grupo D -Gdynia
Classificação
|     |          |     | Jogos | Jogos | Jogos | Sets | Sets | Sets  | Pontos | Pontos | Pontos |
| Pos | Equipe   | Pts | T     | V     | D     | V    | P    | R     | V      | P      | R      |
| --- | -------- | --- | ----- | ----- | ----- | ---- | ---- | ----- | ------ | ------ | ------ |
| 1   | Alemanha | 8   | 3     | 3     | 0     | 9    | 2    | 4.500 |        |        |        |
| 2   | Rússia   | 6   | 3     | 2     | 1     | 6    | 4    | 1.500 |        |        |        |
| 3   | Bulgária | 4   | 3     | 1     | 2     | 6    | 7    | 0.857 |        |        |        |
| 4   | Chéquia  | 0   | 3     | 0     | 3     | 1    | 9    | 0.111 |        |        |        |

Resultados
| Data   | Hora |          | Placar |          | Set 1 | Set 2 | Set 3 | Set 4 | Set 5 | Total | Relatório |
| ------ | ---- | -------- | ------ | -------- | ----- | ----- | ----- | ----- | ----- | ----- | --------- |
| 20 Set |      | Rússia   | 0-3    | Alemanha | 20-25 | 23-25 | 19-25 |       |       | 62–0  |           |
| 20 Set |      | Chéquia  | 1-3    | Bulgária | 15-25 | 18-25 | 25-22 | 21-25 |       | 79–0  |           |
| 21 Set |      | Alemanha | 3-2    | Bulgária | 36-34 | 20-25 | 21-25 | 25-21 | 15-9  | 117–0 |           |
| 21 Set |      | Rússia   | 3-0    | Chéquia  | 25-22 | 25-17 | 25-10 |       |       | 75–0  |           |
| 22 Set |      | Bulgária | 1-3    | Rússia   | 19-25 | 25-23 | 14-25 | 19-25 |       | 77–0  |           |
| 22 Set |      | Alemanha | 3-0    | Chéquia  | 25-13 | 25-23 | 25-20 |       |       | 75–0  |           |

## Fase final
|  | Qualificação | Qualificação  | Qualificação |          |   | Quartas-de-final | Quartas-de-final | Quartas-de-final |  |  | Semifinais     | Semifinais     | Semifinais     |                |  | Final  | Final    | Final |
|  |              |               |              |          |   |                  |                  |                  |  |  |                |                |                |                |  |        |          |       |
|  |              |               |              |          |   |                  |                  |                  |  |  |                |                |                |                |  |        |          |       |
|  |              | A1            | Bélgica      | 1        |   |                  |                  |                  |  |  |                |                |                |                |  |        |          |       |
|  |              |               |              | 1        |   |                  |                  |                  |  |  |                |                |                |                |  |        |          |       |
|  |              |               |              | Sérvia   | 3 |                  |                  |                  |  |  |                |                |                |                |  |        |          |       |
|  | C2           | Sérvia        | 3            | Sérvia   | 3 |                  |                  |                  |  |  |                |                |                |                |  |        |          |       |
|  | C2           | Sérvia        | 3            |          |   |                  |                  |                  |  |  |                |                |                |                |  |        |          |       |
|  | A3           | Dinamarca     | 0            |          |   |                  |                  |                  |  |  |                |                |                |                |  |        |          |       |
|  | A3           | Dinamarca     | 0            |          |   |                  |                  |                  |  |  | Sérvia         | 1              |                |                |  |        |          |       |
|  |              |               |              |          |   |                  |                  |                  |  |  | Sérvia         | 1              |                |                |  |        |          |       |
|  |              |               | Rússia       | 3        |   |                  |                  |                  |  |  |                |                |                |                |  |        |          |       |
|  |              |               | Rússia       | 3        |   |                  |                  |                  |  |  |                |                |                |                |  |        |          |       |
|  |              |               |              |          |   |                  |                  |                  |  |  |                |                |                |                |  |        |          |       |
|  |              |               |              |          |   |                  |                  |                  |  |  |                |                |                |                |  |        |          |       |
|  |              | B1            | França       | 1        |   |                  |                  |                  |  |  |                |                |                |                |  |        |          |       |
|  |              |               |              | 1        |   |                  |                  |                  |  |  |                |                |                |                |  |        |          |       |
|  |              |               |              | Rússia   | 3 |                  |                  |                  |  |  |                |                |                |                |  |        |          |       |
|  | D2           | Rússia        | 3            | Rússia   | 3 |                  |                  |                  |  |  |                |                |                |                |  |        |          |       |
|  | D2           | Rússia        | 3            |          |   |                  |                  |                  |  |  |                |                |                |                |  |        |          |       |
|  | B3           | Eslováquia    | 0            |          |   |                  |                  |                  |  |  |                |                |                |                |  |        |          |       |
|  | B3           | Eslováquia    | 0            |          |   |                  |                  |                  |  |  |                |                |                |                |  | Rússia | 3        |       |
|  |              |               |              |          |   |                  |                  |                  |  |  |                |                |                |                |  | Rússia | 3        |       |
|  |              |               | Itália       | 1        |   |                  |                  |                  |  |  |                |                |                |                |  |        |          |       |
|  |              |               | Itália       | 1        |   |                  |                  |                  |  |  |                |                |                |                |  |        |          |       |
|  |              |               |              |          |   |                  |                  |                  |  |  |                |                |                |                |  |        |          |       |
|  |              |               |              |          |   |                  |                  |                  |  |  |                |                |                |                |  |        |          |       |
|  |              | C1            | Finlândia    | 1        |   |                  |                  |                  |  |  | Terceiro lugar | Terceiro lugar | Terceiro lugar | Terceiro lugar |  |        |          |       |
|  |              |               |              | 1        |   |                  |                  |                  |  |  | Terceiro lugar | Terceiro lugar | Terceiro lugar | Terceiro lugar |  |        |          |       |
|  |              |               |              | Itália   | 3 |                  |                  |                  |  |  |                |                |                |                |  |        |          |       |
|  | A2           | Itália        | 3            | Itália   | 3 |                  |                  |                  |  |  |                |                | Sérvia         | 3              |  |        |          |       |
|  | A2           | Itália        | 3            |          |   |                  |                  |                  |  |  |                |                | Sérvia         | 3              |  |        |          |       |
|  | C3           | Países Baixos | 1            |          |   |                  |                  |                  |  |  |                |                |                |                |  |        | Bulgária | 0     |
|  | C3           | Países Baixos | 1            |          |   |                  |                  |                  |  |  | Itália         | 3              |                |                |  |        | Bulgária | 0     |
|  |              |               |              |          |   |                  |                  |                  |  |  | Itália         | 3              |                |                |  |        |          |       |
|  |              |               | Bulgária     | 1        |   |                  |                  |                  |  |  |                |                |                |                |  |        |          |       |
|  |              |               | Bulgária     | 1        |   |                  |                  |                  |  |  |                |                |                |                |  |        |          |       |
|  |              |               |              |          |   |                  |                  |                  |  |  |                |                |                |                |  |        |          |       |
|  |              |               |              |          |   |                  |                  |                  |  |  |                |                |                |                |  |        |          |       |
|  |              | D1            | Alemanha     | 1        |   |                  |                  |                  |  |  |                |                |                |                |  |        |          |       |
|  |              |               |              | 1        |   |                  |                  |                  |  |  |                |                |                |                |  |        |          |       |
|  |              |               |              | Bulgária | 3 |                  |                  |                  |  |  |                |                |                |                |  |        |          |       |
|  | B2           | Polônia       | 2            | Bulgária | 3 |                  |                  |                  |  |  |                |                |                |                |  |        |          |       |
|  | B2           | Polônia       | 2            |          |   |                  |                  |                  |  |  |                |                |                |                |  |        |          |       |
|  | D3           | Bulgária      | 3            |          |   |                  |                  |                  |  |  |                |                |                |                |  |        |          |       |